# Die Heimat (Шлезвиг-Гольштейн)
Natur- und Landeskunde: Journal for Schleswig-Holstein, Hamburg and Mecklenburg (с 1891 по 2002 год Die Heimat) — журнал посвященный естественной истории и краеведению земли Шлезвиг-Гольштейн и соседних областей. Одна из старейших газет Германии. 

## История
Газета была создана в 1991 году под названием «Die Deimat». На протяжении многих лет неоднократно переориентировалась и профилировалась в соответствии с изменениями в обществе. В 2002 году в ходе дискуссий о сегодняшней социальной жизни в период глобализации, укоренившейся в регионе, произошли кардинальные изменения. После 111 лет существования журнал «Die Heimat» был переименован в «Natur- und Landeskunde: Journal for Schleswig-Holstein, Hamburg and Mecklenburg», а зона охвата расширилась до Мекленбурга.
Целью создания журнала является помощь в распространении и исследовании знаний о Гамбурге, чтобы таким образом стимулировать и развивать интерес к Германии, её жителям и её природе.

## Главные редакторы
- 1891–1896: Генрих Даннмайер
- 1897–1900: Генри Лунд
- 1901–1911: Иоахим Экманн
- 1911–1914: Фридрих Лорентцен
- 1914–1917: Генри Барфод
- 1917–1920: Иоахим Экманн
- 1920–1943: Густав Фридрих Мейер
- 1947: Райнхольд Штольце
- 1947–1963: Вилли Кристиансен
- 1963–1973: Николаус Детлефсен
- 1974–1978: Кристиан Радке
- с 1979 года: Вольфганг Ридель

## Изменения названия издания
- Verein zur Pflege der Natur- und Landeskunde in Schleswig-Holstein, Hamburg, Lübeck und dem Fürstentum Lübeck
- Verein zur Pflege der Natur- und Landeskunde in Schleswig-Holstein, Hamburg und Lübeck
- Verein zur Pflege der Natur- und Landeskunde in Schleswig-Holstein und Hamburg
- Verein zur Pflege der Natur- und Landeskunde in Schleswig-Holstein, Hamburg und Mecklenburg - Die Heimat